# Tetraodon cambodgiensis
Tetraodon cambodgiensis är en fiskart som beskrevs av Paul Chabanaud 1923. Tetraodon cambodgiensis ingår i släktet Tetraodon och familjen blåsfiskar. IUCN kategoriserar arten globalt som livskraftig. Inga underarter finns listade i Catalogue of Life.